# Alexandre de Montbrun
Pour les articles homonymes, voir Montbrun.
Alexandre de Montbrun, né le 1er février 1775 à Florensac dans l'Hérault et mort le 29 septembre 1821 à Paris, est un général français de la Révolution et de l’Empire.
Frère du général Louis Pierre de Montbrun (1770-1812), leur maison natale existe toujours, au 33-35 rue du général-Montbrun.

## Biographie
Il entre en service le 19 mars 1792 au 1er régiment de chasseurs à cheval et est affecté à l’armée du Nord avant de passer à l’armée de la Moselle, puis à l’armée du Rhin. Le 5 janvier 1800, il devient aide de camp du général Morand et est nommé capitaine le 20 juillet suivant au 1er régiment de hussards. Le 21 mai 1801, il passe aide de camp du général Drouet à l’armée d’Italie, avant d’occuper le même poste auprès du général Hardy le 7 novembre suivant. Le 14 décembre, il embarque avec son général pour l'expédition de Saint-Domingue. Autorisé à rentrer en France le 6 juin 1802, il est réformé le 23 septembre 1802.

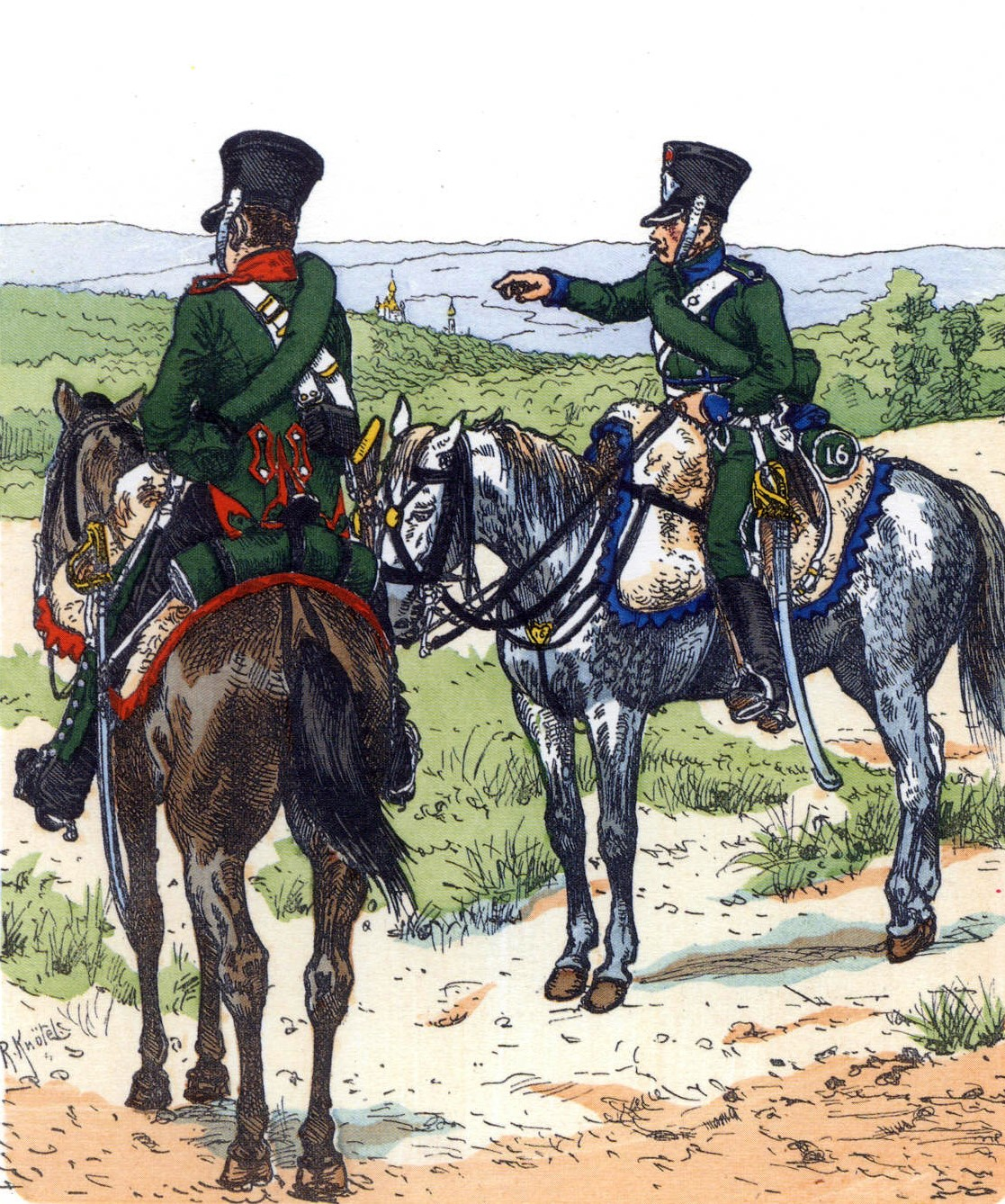
Chasseurs à cheval des 7e et 16e régiments en 1812, par Richard Knötel. Montbrun est nommé colonel du 7e régiment de chasseurs à cheval en juillet 1809.

Remis en activité, il est affecté comme aide de camp du général Viallanes le 13 septembre 1804. En 1805, il participe à la campagne d’Autriche, et devient aide de camp de son frère, le général Louis Pierre de Montbrun, à l’armée de Naples le 22 janvier 1806. Il est promu chef d’escadron le 19 septembre 1808 et rejoint le 10e régiment de chasseurs à cheval le 12 octobre. En 1809, il rejoint la Grande Armée pour la campagne d'Allemagne et d'Autriche. Il est nommé colonel du 7e régiment de chasseurs à cheval le 15 juillet 1809 et est fait chevalier de la Légion d’honneur le 8 octobre suivant. Le 5 mai 1810, il est élevé au grade d’officier de la Légion d’honneur et est créé chevalier de l’Empire le 13 février 1811. Le 29 janvier 1812, il passe adjudant commandant, puis chef d’état-major de la 11e division d’infanterie du 3e corps de la Grande Armée le 28 février. Il est ensuite promu général de brigade le 18 octobre de la même année et commandeur de la Légion d’honneur le 2 septembre suivant.
En mars 1813, il fait partie du 3e corps d’armée. Le 12 avril, il commande provisoirement la 2e division de cavalerie du 2e corps, avant de prendre le commandement d’une brigade de cavalerie du 11e corps le 25 juin. Il est créé baron de l’Empire le 28 septembre 1813, avant de commander le 2 décembre la 11e brigade de la 4e division de cavalerie légère du 2e corps de cavalerie. Le 20 janvier 1814, il commande la brigade formée dans le dépôt de cavalerie de Versailles. Il est suspendu par Napoléon le 17 février 1814 pour avoir évacué le 12 février Moret et la forêt de Fontainebleau sans combattre pendant la campagne de France. Envoyé devant une commission d’enquête le 19 février, il est exonéré de charges retenues contre lui le 24 mars 1814. Lors de la Première Restauration, il est fait chevalier de Saint-Louis le 5 octobre 1814 par le roi Louis XVIII. Le 23 mars 1815, il rejoint Napoléon et prend le commandement d’un dépôt de cavalerie le 6 juin suivant.
À la Seconde Restauration, il prend le commandement du département de Seine-et-Oise le 8 août 1815, puis celui des Basses-Alpes le 28 avril 1816. Le 30 décembre 1818, il est placé dans le cadre de la réserve de l’armée. Le général Montbrun meurt le 29 septembre 1821 à Paris et est inhumé au cimetière du Père-Lachaise division 70.

## Armoiries
- Chevalier de l’Empire le 15 août 1809 (décret), le 13 février 1811 (lettres patentes).

Tiercé en fasce d'azur, de gueules et d'or : l'azur chargé à dextre d'un lévrier assis, la tête contournée d'or, à sénestre d'une cuirasse du même ; le gueules au signe des chevaliers légionnaires ; l'or au rocher de sable mouvant de la pointe, accompagné de deux palmiers un à dextre un à sénestre - Livrées : les couleurs de l'écu, le verd en bordure seulement.
- Baron de l’Empire le 28 septembre 1813 (décret).

## Dotations
- 15 août 1809 : 2 000 francs de rente sur les domaines d'Erfurt.
- 15 août 1810 : 4 000 francs de rente sur le département de Rome.

## Sources
- (en) « Generals Who Served in the French Army during the Period 1789 - 1814: Eberle to Exelmans »
- Thierry Pouliquen, « Les généraux français et étrangers ayant servis [sic] dans la Grande Armée » (consulté le 17 juillet 2014)
- « La noblesse d’Empire » (consulté le 17 juillet 2014)
- « Cote LH/1916/56 », base Léonore, ministère français de la Culture
- Alexandre de Montbrun  sur roglo.eu
- Arthur Chuquet, Ordres et apostilles de Napoléon (1799-1815), paris, librairie ancienne Honoré Champion, 1911, p. 351
- (pl) « Napoléon.org.pl »